# Arun (district)
Pour les articles homonymes, voir Arun.
Le district d'Arun est un district administratif du Sussex de l'Ouest dans la région de l'Angleterre du Sud-Est en Angleterre. Les deux principales villes du district sont Littlehampton et Bognor Regis.

## Municipalités du district
- Aldingbourne,
- Aldwick,
- Angmering,
- Arundel,
- Barnham,
- Bersted,
- Bognor Regis (ville),
- Burpham,
- Clapham,
- Climping,
- East Preston,
- Eastergate,
- Felpham,
- Ferring,
- Findon,
- Ford,
- Houghton,
- Kingston by Ferring,
- Littlehampton (conseil du district)
- Lyminster,
- Madehurst,
- Middleton-on-Sea,
- Pagham,
- Patching,
- Poling,
- Rustington,
- Slindon,
- South Stoke,
- Walberton,
- Warningcamp,
- Yapton,